# Майстрова Воля
Майстрова Воля (укр. Майстрова Воля) — село на Украине, основано в 1859 году, находится в Звягельском районе Житомирской области.
Население по переписи 2001 года составляет 585 человек. Почтовый индекс — 11743. Телефонный код — 4141. Занимает площадь 1,559 км².

## Адрес местного совета
11740, Житомирская область, Звягельский р-н, с. Майстров, ул. Т. Г. Шевченко, 14